# Feira de Artesanato da Beira-Mar
A Feira de Artesanato da Beira-Mar é uma feira de artesanatos e outros artigos feitos de forma rústica que se realiza em um determinado local do calçadão da Avenida Beira Mar da cidade de Fortaleza. A feira ocorre todos os dias da semana. Teve seu início durante a década de 1980 e tornou-se um dos mais importantes símbolos da cidade. Em 2007 foi apresentado projeto de lei municipal pela Câmara Municipal de Fortaleza que oficializa e regula o espaço do evento.